# Arguineguín

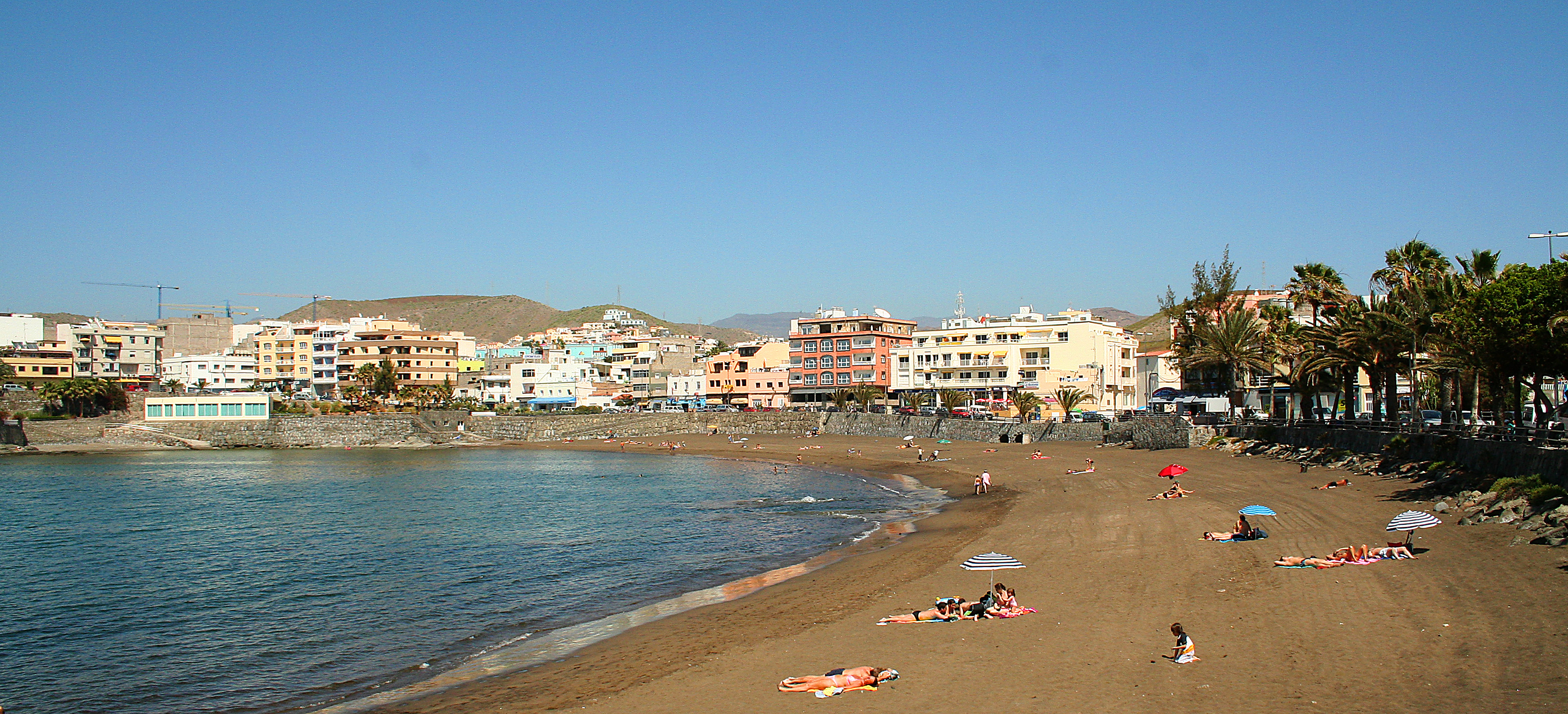
Spiaggia di Arguineguín

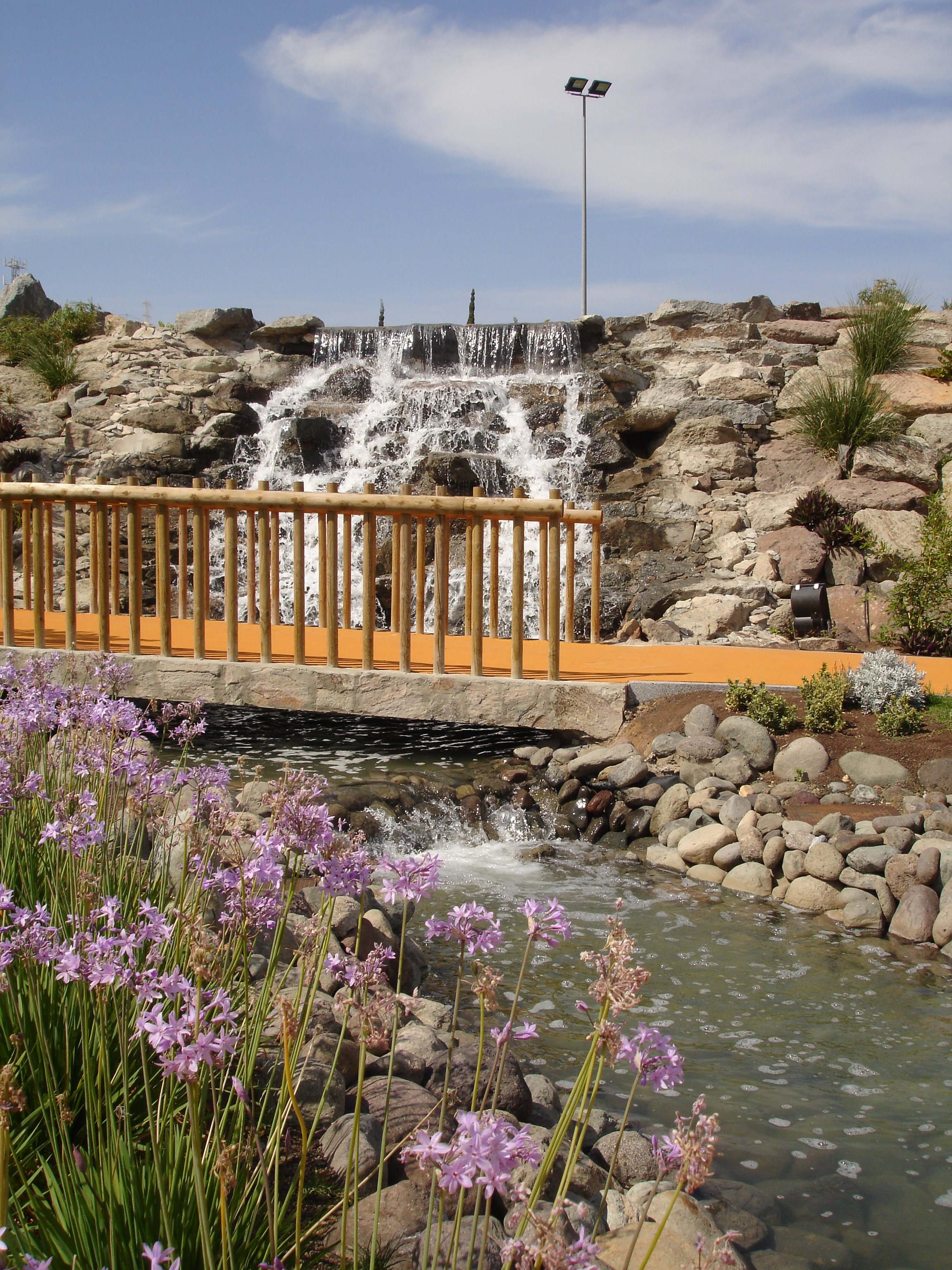
Parco di Arguineguín

Arguineguín (in lingua Guanci "acqua tranquilla") è la più estesa località del comune di Mogán dell'isola di Gran Canaria. 
Arguineguín è un tipico villaggio di pescatori con molti bar e ristoranti, specializzati soprattutto nella cucina del pesce. L'afflusso turistico è inferiore a quello di Maspalomas ma vi si trovano comunque molti locali di svago.
I norvegesi sono i principali turisti che popolano questa località anche nel periodo invernale, tanto che ad Arguineguín si trovano una scuola, una chiesa e un centro medico di lingua norvegese.
Il porto della cittadina ospita un servizio di traghetti diretti a Puerto Rico e Puerto de Mogán.

## Personalità celebri
- David Silva, calciatore
- Juan Carlos Valerón, calciatore
- Aythami Artiles, calciatore